# چشناسر
چشناسر، روستایی از توابع بخش دیلمان شهرستان سیاهکل در استان گیلان ایران است.
‏ چشناسر بر گرفته از دو کلمه ی"جشن "و "خشن " می‌باشد در کتاب "معانی واژه‌های گیلکی" نوشته '''جهانگیر سرتیپ پور''' به معنی پیش رو در تعلیم تربیت می‌باشد و همچنین به آدم‌های تفته و داغ اطلاق می‌شود.
چشناسر روستایی است واقع در استان گیلان شهرستان سیاهکل بخش دیلمان با۲۲ خانوار جمعیت که طبیعتی بکر و بی بدیلی را در خود جای داده است. فاصله این روستا که یکی از غربی‌ترین روستاهای بخش دیلمان است تا مرکز شهرستان (سیاهکل) ۶۵ کیلومتر است.

## جمعیت
این روستا در دهستان دیلمان قرار دارد و براساس سرشماری مرکز آمار ایران در سال ۱۳۸۵، جمعیت آن ۵۶ نفر (۱۵خانوار) بوده است.